# Huaxiagnathus
A Huaxiagnathus (mandarin "Hua Xia" = Kína, görög "gnathus" = állkapocs) a compsognathidák családjába tartozó ragadozó dinoszaurusz volt, amely a mai Kína területén élt a kora krétakor Barremi korszakában, kb. 125 millió évvel ezelőtt. Maradványai Liaoning tartomány Yixian Formációjából kerültek elő, Dabangou falu közelében. A Yixian Formáció az itt talált számos tollas dinoszauruszleletről híres, melyek között ott van a Huaxiagnathus két közeli rokona, a Sinosauropteryx és a Sinocalliopteryx is. Bár a Huaxiagnathus maradványain nem maradtak fenn a kültakaró lenyomatai, valószínűsíthető, hogy legtöbb rokonához hasonlóan tollak borították.
Két példánya ismert, az egyik egy szinte teljes csontváz (mindössze a farok vége hiányzik), a másik egy majdnem teljes, de sok helyen hibásan preparált lelet.
1,8 méteres testhosszával a Huaxiagnathus nagyobb volt a legtöbb compsognathidánál. Méreteit leszámítva azonban nagyjából hasonlított a család többi tagjára, bár a kezek felépítése kevésbé volt specializált.